# اسماعیل‌آباد (طوس)
اسماعیل‌آباد یا اب اشکان روستایی در دهستان طوس بخش مرکزی شهرستان مشهد استان خراسان رضوی ایران است.

## جمعیت
بر پایه سرشماری عمومی نفوس و مسکن در سال ۱۳۹۵ جمعیت این روستا ۲٬۷۳۴ نفر (۷۸۵ خانوار) بوده‌است.